# Kenji Baba
Kenji Baba (馬場 賢治 Baba Kenji?, nacido el 7 de julio de 1985 en Hiratsuka, Kanagawa) es un futbolista japonés que se desempeña como centrocampista en el Kagoshima United FC de la J3 League.

## Trayectoria

### Clubes
| Club                     | País  | Año         |
| ------------------------ | ----- | ----------- |
| Vissel Kobe              | Japón | 2008 - 2011 |
| Shonan Bellmare (cedido) | Japón | 2010        |
| Shonan Bellmare          | Japón | 2012 - 2013 |
| Mito HollyHock (cedido)  | Japón | 2014        |
| Mito HollyHock           | Japón | 2015        |
| Kamatamare Sanuki        | Japón | 2016 - 2017 |
| Oita Trinita             | Japón | 2018 - 2019 |
| FC Gifu (cedido)         | Japón | 2019        |
| Kagoshima United FC      | Japón | 2020 -      |

## Estadística de carrera

### J. League
| Club              | Año   | J. League | J. League | Copa J. League | Copa J. League | Total | Total |
| Club              | Año   | Part.     | Goles     | Part.          | Goles          | Part. | Goles |
| ----------------- | ----- | --------- | --------- | -------------- | -------------- | ----- | ----- |
| Vissel Kobe       | 2008  | 16        | 0         | 4              | 1              | 20    | 1     |
| Vissel Kobe       | 2009  | 13        | 1         | 5              | 0              | 18    | 1     |
| Shonan Bellmare   | 2010  | 16        | 1         | 3              | 0              | 19    | 1     |
| Vissel Kobe       | 2011  | 1         | 0         | 0              | 0              | 1     | 0     |
| Shonan Bellmare   | 2012  | 28        | 9         | -              | -              | 28    | 9     |
| Shonan Bellmare   | 2013  | 7         | 1         | 4              | 0              | 11    | 1     |
| Mito HollyHock    | 2014  | 30        | 7         | -              | -              | 30    | 7     |
| Mito HollyHock    | 2015  | 40        | 9         | -              | -              | 40    | 9     |
| Kamatamare Sanuki | 2016  | 42        | 5         | -              | -              | 42    | 5     |
| Kamatamare Sanuki | 2017  | 39        | 5         | -              | -              | 39    | 5     |
| Total             | Total | 232       | 38        | 16             | 1              | 248   | 39    |